# Иберийская уния
Иберийская или Пиренейская уния — современное обозначение личной унии корон Испании и Португалии в 1580—1640 годах. В эти годы власть испанских Габсбургов — Филиппа II, Филиппа III и Филиппа IV («династии Филиппов», как называют их португальцы) — распространялась на весь Пиренейский полуостров. Ослабление португальской государственности в годы унии положило начало распаду Португальской колониальной империи.

## Предыстория
Начиная с X века кастильские короли периодически претендовали на гегемонию над всем Иберийским полуостровом, включая Португалию, принимая титул «Император всей Испании». Предпосылками реального осуществления унии стали тесные династические союзы между Португалией и другими иберийскими королевствами (Кастилией и Арагоном). Уже в 1383 году, после смерти короля Фернанду I и пресечения Бургундской династии, Хуан I Кастильский пытался, защищая права своей супруги Беатрисы, захватить Португалию, однако потерпел поражение. Реальный шанс династической унии всего полуострова представился в 1498 году, когда новорождённый инфант Мигел да Паш стал одновременно наследником своих деда и бабки — Католических королей Фердинанда Арагонского и Изабеллы Кастильской — и своего отца Мануэла I Португальского. В 1500 году малолетний Мигел скончался, наследницей Кастилии и Арагона стала его тётка Хуана Безумная, и объединения трёх корон тогда не произошло.

## Приход к власти Габсбургов в Португалии
После того, как в 1578 году молодой португальский король Себастьян I погиб в битве при Эль-Ксар-эль-Кебире вместе с большей частью португальской знати, страна крайне ослабла в военном и политическом отношении, а правящая Ависская династия оказалась на грани угасания. Королём был провозглашён престарелый бездетный кардинал Энрике. Его смерть через два года привела к острому династическому кризису, в ходе которого корону оспаривали внуки Мануэла I — законнорождённый, но чуждый португальцам Филипп II Испанский (сын Изабеллы Португальской), незаконнорожденный приор Антонио из Крату и герцогиня Катарина де Гимарайнш с супругом Жуаном I де Браганса.
Войну за португальское наследство выиграла испанская армия во главе с герцогом Альбой, разгромившим сторонников приора Антонио под Алькантарой. В 1581 году Филипп II прибыл в Лиссабон и был коронован как португальский король Филипп I. Он обеспечил португальское представительство в управлении единым государством, позволил Португалии сохранить собственные законы и денежную единицу; одно время даже обсуждалась идея переноса столицы в Лиссабон. Португальцы обладали «испанским» национальным самосознанием (под «Испанией» в то время понимался весь полуостров; ещё Камоэнс, живший до утраты независимости, называет соотечественников «отважнейшим из народов Испании») и были лояльны Габсбургам. Исполнительную власть в Португалии в период унии возглавлял вице-король. Высадка приора Антонио из Крату с английской помощью в 1589 году не встретила поддержки населения, и англичане, не имея ресурсов для ведения затяжной войны, эвакуировали претендента.

## Кризис и расторжение унии
В XVII веке португальские элиты начали сознавать, что уния приносит их стране больше ущерба, чем выгод. Связано это было не только и не столько с ухудшением отношения к португальцам со стороны правящего монарха, сколько с тем, что португальские колонии стали основной мишенью многочисленных врагов Испании, а испанцы не проявляли усердия в их защите. Особенно остро ощущался экономический разрыв с Англией, которая поддерживала с Португалией тесные отношения со времён Виндзорского трактата.
Присоединение к Испании тяжело отразилось на развитии Португалии. Она участвовала в войнах Испании, из-за чего её торговые суда подвергались нападениям враждебных государств. В первой половине XVII в. Гаспар Оливарес приступил к систематическому проведению мероприятий, имевших своей целью полное слияние Португалии с Испанией. Он начал раздавать важные государственные должности испанцам и подготовлял включение португальских кортесов в кастильские. Особенное негодование вызвало в Португалии введение кастильского прямого налога на всё движимое и недвижимое имущество.
Первая, недостаточно подготовленная попытка восстания в 1637 г. была подавлена. Оливарес ввёл ещё один новый налог и предпринял дальнейшие меры по ликвидации португальской автономии, что побудило широкие слои населения сплотиться для борьбы за независимость.
Бунтовавшие против Филиппа II голландцы захватили португальский Цейлон, северные области Бразилии и Луанду в Анголе. Вслед за ними в Бразилии высадились и французы. Череда потерь колоний переполнила чашу терпения португальской аристократии. Началось движение за восстановление независимости. Внук герцогини Браганса был провозглашён королём под именем Жуана IV, а 28-летнюю испано-португальскую войну (1640—1668) испанцы проиграли. Уния была расторгнута, и на португальский престол вступила династия Браганса.

### Судьба португальских владений в Северной Африке
К концу XVI века португальцы захватили или поставили под свой прямой контроль практически все значимые города и крепости атлантического побережья современного Марокко вплоть до г. Сеута включительно. Распад унии в 1640 году привёл к значительному изменению баланса сил в Магрибе в пользу Испании, поскольку большинство губернаторов контролируемых христианами городов было настроено происпански. Под власть португальской короны в итоге вернулись лишь Танжер, вскоре переданный англичанам и оставленный ими, а также Касабланка (заброшенная после землетрясения 1755 года) и Мазаган, ставший на долгое время единственным португальским владением в Магрибе вплоть до решения о эвакуации всех его жителей в португальскую Бразилию в 1769 году.
После разрыва Иберийской унии сама Испания также сильно ослабла: с 1648 по 1715 годы турки-османы постепенно отбили у венецианцев весь Крит при практически полном бездействии Испании, а также, при поддержке местных вождей, постепенно отбили у неё же все испанские владения в Тунисе и Триполитании. Этой ситуацией решил воспользоваться новый марроканский султан. В 1681 году он отнял у испанцев Аль-Мамуру. В 1684 году под его власть перешел переданый португальцами англичанам, но вскоре оставленный ими Танжер. В 1689 году марроканцы взяли испанский Лараш, в 1691 году пала испанская Арсила. Таким образом, за короткий срок всё атлантическое побережье Марокко, за исключением возвращённого португальцами Мазагана, было почти полностью освобождено от испанцев. Средиземноморские города Сеута и Мелилья, никогда не входившая в состав Португалии, а также небольшие острова Пеньон де Альхусемас и Пеньон де Велес, несмотря на постоянные осады султанской армии, продолжали отстаивать испанцы.